# Itsasondo
Itsasondo è un comune spagnolo di 576 abitanti situato nella comunità autonoma dei Paesi Baschi.